# Pjotr Leonyidovics Kapica
Pjotr Leonyidovics Kapica (oroszul: Пётр Леонидович Капица; 1894. július 8. – 1984. április 8.) szovjet mérnök, atomfizikus, akadémikus.
1978-ban megosztott fizikai Nobel-díjat kapott az alacsony hőmérsékletek fizikája terén végzett úttörő jellegű kutatásaiért. Egyik kezdeményezője a Pugwash-konferenciák nevű, az atomfegyverek betiltását célul kitűző tudósmozgalomnak, amiért 1995-ben Nobel-békedíjat kapott.
1986-ban jelent meg Magyarországon az „Érdekes fizikai problémák” című könyve, amelyben három előadása is megtalálható.

## Életrajza
A Kotlin-szigeten fekvő, napjainkban Szentpétervárhoz tartozó Kronstadtban született. Apai és anyai ágon is nemesi családból származik. Apja, Leonyid Kapica Besszarábiában született, lengyel nemesi család leszármazottja. Anyja, Olga Ieronyimovna Kapica a vilhíniai Stebnicki család tagja, Hieronim Stebnicki mérnök és kartográfus lánya, aki orosz néprajzot tanított. Apja hadmérnök volt, aki a kronstadti erőd építésén dolgozott.

## Magyarul
- A tudomány oltárán, 1-4.; ford. Lukács Katalin; Akadémiai, Bp., 1966
- Kísérlet, elmélet, gyakorlat; ford. Fái György, utószó Boschán Péter; Gondolat, Bp., 1982
- Érdekes fizikai problémák; ford. Boschán Péter, Fái György; Tankönyvkiadó, Bp., 1986

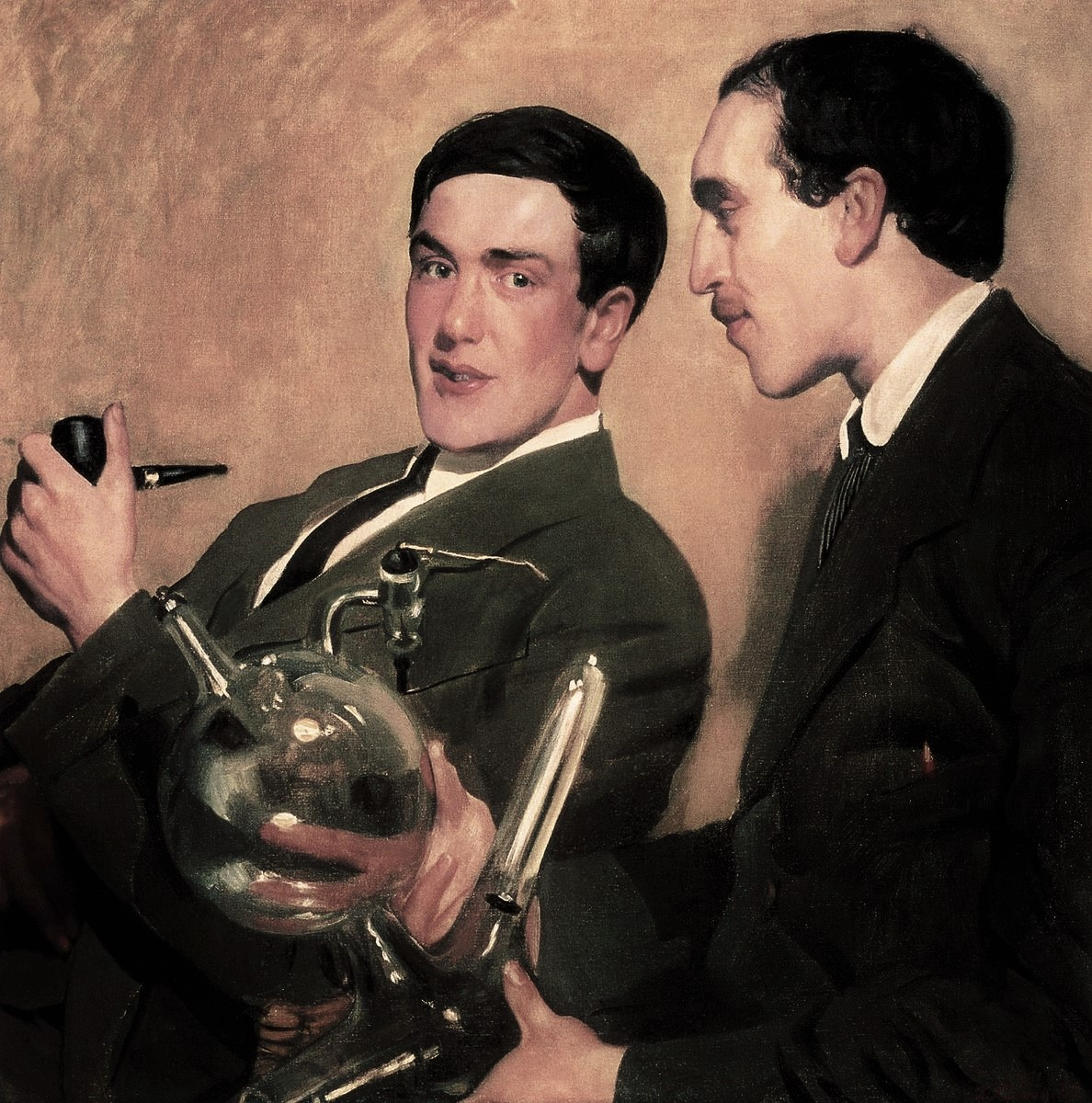
Pjotr Kapica (balra) és Nyikoláj Szemjonov Kusztogyijev festményén; 1921.